# (4218) Demottoni
(4218) Demottoni est un astéroïde de la ceinture principale.

## Description
(4218) Demottoni est un astéroïde de la ceinture principale. Il fut découvert le 16 janvier 1988 à La Silla par Henri Debehogne. Il présente une orbite caractérisée par un demi-grand axe de 2,25 UA, une excentricité de 0,14 et une inclinaison de 4,9° par rapport à l'écliptique.

## Compléments